# Oliver Hackert
Oliver Hackert (* 15. Mai 1977 in Heilbronn) ist ein ehemaliger deutscher Eishockeyspieler, der unter anderem für den Heilbronner EC, Adendorfer EC, Iserlohner EC, die Schwenninger Wild Wings und Eisbären Regensburg in der zweithöchsten deutschen Spielklasse aktiv war.

## Karriere
Oliver Hackert spielte im Nachwuchsbereich für den Mannheimer ERC, bevor er in der Saison 1994/95 im Profiteam des Zweitligisten Heilbronner EC debütierte. Anschließend spielte er ein Jahr lang in einer kanadischen Juniorenliga, bevor er ab 1997 seine Zweitliga-Karriere in Deutschland fortsetzte. Nach einer Saison beim Adendorfer EC gelang ihm in der Spielzeit 1998/99 beim Iserlohner EC mit zwölf Toren und sechs Vorlagen sein punktbestes Zweitliga-Jahr. 
Ab 2000 pendelte Hackert zwischen 2. Bundesliga und Oberliga. Er spielte ein Jahr beim drittklassigen ETC Crimmitschau, bevor er zum ersten Mal nach Heilbronn zurückkehrte. Über Stationen beim SC Mittelrhein-Neuwied, ERSC Amberg und den Schwenninger Wild Wings kam er 2004 ein weiteres Mal in seine Heimatstadt zurück, verpasste den Saisonbeginn aber wegen einer schweren Schulterverletzung. Anschließend spielte er für den EC Bad Nauheim, die Eisbären Regensburg und Black Dragons Erfurt, bevor er seine Karriere von 2007 bis 2011 beim Regionalligisten Eisbären Heilbronn ausklingen ließ. 

## Karrierestatistik
(Legende zur Spielerstatistik: Sp oder GP = absolvierte Spiele; T oder G = erzielte Tore; V oder A = erzielte Assists; Pkt oder Pts = erzielte Scorerpunkte; SM oder PIM = erhaltene Strafminuten; +/− = Plus/Minus-Bilanz; PP = erzielte Überzahltore; SH = erzielte Unterzahltore; GW = erzielte Siegtore; 1 Play-downs/Relegation; Kursiv: Statistik nicht vollständig)

## Familie
Oliver Hackerts Brüder Michael Hackert und Axel Hackert haben ebenfalls professionell Eishockey gespielt. Mit Michael, der im Jahr 2004 Deutscher Meister mit den Frankfurt Lions wurde, spielte er zwei Jahre lang gemeinsam in Iserlohn. Mit Axel stand er beim Heilbronner EC und den Eisbären Regensburg gemeinsam auf dem Eis.